# Hemioplisis drepanula
Hemioplisis drepanula är en fjärilsart som beskrevs av Jacob Hübner 1823. Hemioplisis drepanula ingår i släktet Hemioplisis och familjen mätare. Inga underarter finns listade i Catalogue of Life.